# 紐塞拉
紐塞拉（Nyuserre Ini）是古埃及第五王朝的法老，繼承了兄長蘭尼弗雷夫的王位。現代學者對他的在位年數意見不一，大約至少有30年。
他在西奈半島的Magharah有銅礦和綠松石礦。其位於Abu Gurab的太陽神廟是埃及最大和最完整的神廟之一。他迎娶了Reput-Nebu為王后。死後葬於阿布西爾的一個金字塔中。

## 外部連結
- Niuserre, the 6th Ruler of the 5th Dynasty （英文） （页面存档备份，存于）